# Wapen van Leidse Rijn

Het wapen van het waterschap Leidse Rijn

Het wapen van Leidse Rijn werd op 4 juni 1980 bij Koninklijk besluit aan het waterschap Leidse Rijn verleend. Het waterschap ging 1994 met de andere waterschappen Groot-Waterschap van Woerden, Kromme Rijn en Lopikerwaard op in Hoogheemraadschap De Stichtse Rijnlanden. Hiermee verviel het wapen.

## Beschrijving
De blazoenering luidt als volgt:
Doorsneden door middel van een golvende versmalde dwarsbalk van goud; I gedeeld door middel van een paal van azuur, beladen met een versmalde paal van natuurhermelijn; a in goud een omgewende leeuw van keel, getongd en genageld van azuur; b in keel een kruis van zilver; II in sinopel een Romeinse helm, van voren gezien, in de bovenhoeken vergezeld van een penning, alles van goud. Het schild gedekt door een gouden kroon van drie bladeren en twee parels.
De heraldische kleuren zijn: azuur (blauw), goud (geel), keel (rood), natuurhermelijn en zilver. Het schild is gedekt met een gravenkroon. De natuurhermelijn in het wapen is zeldzaam, en komt bijna niet voor in de Nederlandse wapens. Het andere wapen waar de bontsoort in Nederland werd gebruikt is het wapen van het waterschap Smilde.

## Symboliek
Het bovenste deel van het wapen verwijst naar de ruzies en oorlogen in de Middeleeuwen tussen Holland en Utrecht (sticht). Beide gebieden staken bij deze oorlogen vaak elkaars dijken door. In 1385 liet de Utrechtse bisschop een kanaal graven, deze kreeg de naam Heycop. Op dit kanaal mochten geen Hollandse schepen varen. Daardoor liet de Graaf van Holland een paar kilometer verderop ook een kanaal graven waar geen schepen uit Utrecht mochten varen, dit kanaal kreeg de naam Bijleveld. Het gebied tussen deze kanalen werd een stukje niemandsland.
Het onderste gedeelte symboliseert de noordgrenzen van het Romeinse rijk. Bij de grens bouwden de Romeinen forten en legerbasissen zoals bij Vleuten-De Meern. Dit om het Romeinse rijk te beschermen tegen aanvallen van de Germanen, waar ze nogal vel tegen optraden.

## Vergelijkbare wapens

Het wapen van het waterschap de Vleutense Wetering
Het wapen van het waterschap Smilde